# Бруно III фон Берг
Бруно III фон Берг (нім. Bruno III. von Berg; бл. 1140 —бл. 1200) — церковний діяч Священної Римської імперії, 30-й архієпископ Кельна і 2-й герцог Вестфалії в 1191—1193 роках.

## Життєпис
Походив з роду Берг-Альтена. Четвертий син Адольфа II, графа Берга, і його другої дружини Ірмгард фон Шварценбург-Вассербург. Народився близько 1140 року. Замолоду був визначений для церковної кар'єри, чому сприяли родинні зв'язки: його стрийком був кельнський архієпископ Бруно II фон Берг, сам Бруно був внучатим племінником з материнського боку іншого кельнського архієпископа Фрідріха I фон Шварценбурга.
Після здобуття доволі ґрунтовної освіти увійшов до складу соборного капітулу Кельна. 1156 року призначено пробстом церкви Св. Георга в Кельні, після того як його брат Фрідріх став архієпископом Кельнським. 1168 року обирається пробстом Старого Кельнського Собору. Не виявляв політичної активності.
1190 року супроводжував архієпископа Кельнського Філіппа І в італійському поході Генріха VI Гогенштауфена. 1191 року після смерті Філіппа I біля Неаполя під тиском імператора став архієпископом Кельна. 
1192 року увійшов до коаліції світських і духовних князів, що виступила на підтримку Річарда I Плантагенета, короля Франції, що перебував в полоні імператора Генріха VI. Завдяки цьому зірвався план підпорядкування Англії Священній Римській імперії. 
Втім вже 1193 року склав з себе поноваження архієрея, пішовши до монастиря Альбенберг, де помер близько 1200 року. Замість нього Кельнську кафедру очолив його небіж Адольф фон Альтена.